# Stema municipiului Pitești

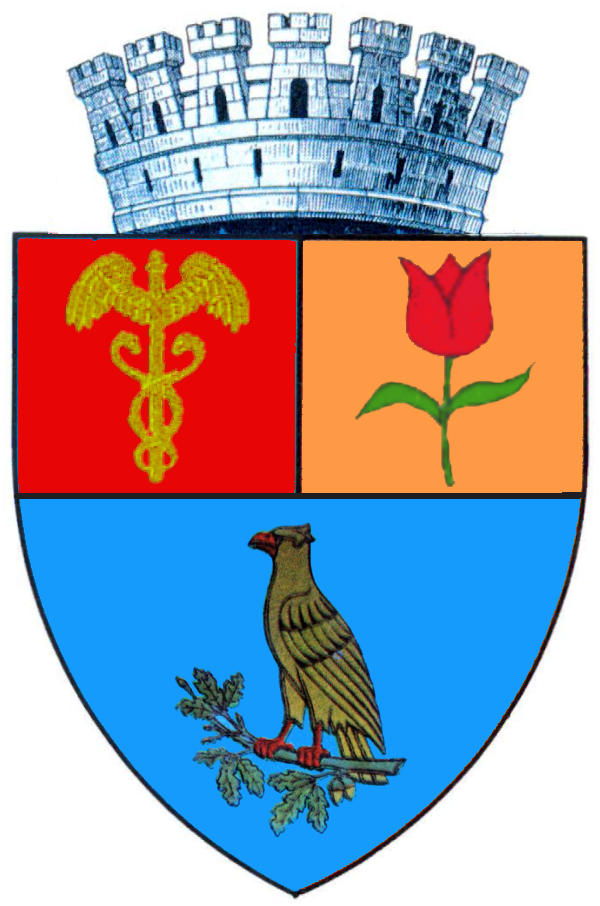
Stema municipiului Pitești

Stema municipiului Pitești a fost aprobată în 2003. Aceasta se compune dintr-un scut triunghiular cu marginile rotunjite, despicat și tăiat, având în primul câmp, roșu, un caduceu de aur. În câmpul doi, de aur, se află o lalea roșie naturală. În câmpul trei, de azur, un vultur de aur privind spre dreapta, armat cu roșu, ținând în gheară o creangă de stejar cu trei ghinde de aur, orientate spre dreapta. Scutul este timbrat de o coroană murală de argint, cu șapte turnuri crenelate.
Semnificația elementelor însumate:
- Caduceul este simbolul activităților comerciale, localitatea fiind atestată în Evul Mediu ca un important centru comercial și de tranzit, pe drumul ce lega Țara Românească de orașele din Transilvania.
- Laleaua este un simbol al vieții social-culturale moderne, făcând trimitere la expoziția dendro-floricolă (simfonia lalelelor) inițiată în anul 1977.
- Vulturul este elementul heraldic tradițional din perioada interbelică și este un simbol al virtuților locuitorilor acestor meleaguri și al tradiției istorice legate de primele începuturi ale statului medieval muntean, făcând trimitere la vechiul însemn de stat, acvila cruciată a Țării Românești.
- Coroana murală cu șapte turnuri crenelate arată că localitatea are rang de municipiu reședință de județ.